# Chemung
Il Chemung è un affluente del Susquehanna, lungo circa 72 km, situato tra lo stato di New York meridionale e la Pennsylvania settentrionale; le sue acque derivano dalla regione dei monti Allegani. La valle del fiume è stata per lungo tempo un importante centro manifatturiero della regione, ma ha subito un declino nell'ultima parte del ventesimo secolo.
Il suo nome deriva da una parole irochese che significa "grande corno" o "corno dell'acqua", che deriva forse dalla presenza di zanne di mammuth nel letto del fiume. I lenape chiamavano il fiume Cononogue, parola che ha un significato simile.

## Corso
Si forma vicino Painted Post, nella contea di Steuben, ad ovest di Corning, dalla confluenza dei fiumi Tiaoga e Cohocton. Scorre in direzione est-sud-est attraverso Corning, Big Flats, Elmira e Waverly; oltrepassa brevemente il confine della Pennsylvania per poi unirsi al Susquehanna circa 3,2 km a sud di Sayre.
La maggior parte della valle è scavata attraverso arenarie e calcari risalenti al Devoniano. Gli affluenti, in particolare il Cohocton, hanno catturato parte dell'acqua che finiva nel Genesee, a causa di morene che hanno coperto alcune aree e hanno deviato dei ruscelli.

## Storia
Al tempo delle colonie la valle del fiume era un'importante via commerciale attraverso le colline della parte occidentale di New York, prima per gli irochesi e altri nativi americani, e più tardi per i coloni europei.
Nel 1779, durante la rivoluzione americana, truppe statunitensi della spedizione di Sullivan sconfissero un'armata combinata di irochesi, lealisti e britannici nella battaglia di Newtown, che si svolse lungo il fiume, a sudest di Elmira. Questa vittoria permise a Sullivan di distruggere sistematicamente i villaggi dei nativi nel New York centrale e occidentale.
Nel 1833, la costruzione del canale Chemung tra il fiume e il lago Seneca permise alle spedizioni di antracite, carbone, legname e prodotti agricoli della Pennsylvania di raggiungere il canale Erie, facendo crescere Elmira come un centro di manifattura. I canali furono resi obsoleti dalla ferrovia negli anni cinquanta dell'Ottocento. Tra le imprese fondate nella valle vi sono la Great Atlantic and Pacific Tea Company e la Corning Incorporated. Nel tardo ventesimo secolo la valle, insieme al resto della Rust Belt, ha sofferto un declino economico.
Sebbene il fiume non sia più usato come via di trasporto, è diventato una destinazione per i canoisti e per chi pratica la pesca con la mosca. La New York State Route 17 segue la valle per la maggior parte del suo corso.